# Джил Вентура
Джил Вентура  (итал. Gil Ventura; настоящее имя Марчелло Олмари, итал. Marcello Olmari; 16 июня 1940, Корбетта — 17 мая 2016, Варесе) — итальянский саксофонист и композитор. Наряду с Фаусто Папетти является одним из самых известных итальянских саксофонистов XX века.

## Биография
Творческий путь начал в 1960-х годах, играя в ночных клубах. В период с 1966 по 1968 год в качестве саксофониста и вокалиста участвовал в итальянской бит-группе The Bo Bo's Band. В 1965 году «Beatles», находясь с гастролями в Италии, давали концерт в Милане, где и познакомились с Марчелло. «Роковое» звучание саксофона Джила Вентуры впечатлило Джона Леннона, именно он пригласил саксофониста принять участие мировом турне «Beatles».  Близкая дружба с Джоном Ленноном сыграла роль в его дальнейшей карьере.
После распада «Beatles» он в 1972 году заключил контракт со звукозаписывающей фирмой «EMI» и записал свою первую пластинку «Sax Club Number 1» с кавер-версиями популярных песен. Впоследствии музыкант издал свыше 50 альбомов с аранжировками как известных композиций, так и произведений собственного сочинения, завоевавших популярность слушателей. Всего в мире было продано около 15 миллионов копий альбомов, семь дисков стали золотыми. Самые успешные альбомы: «Sax Club Number 9» 1975 года, занявший 13-е место в рейтинге самых продаваемых альбомов в Италии, «Sax Club Number 12» 1976 года, занявший 23-е место, «Sax Club Number 7» 1974 года, занявший 25-е место.
Смерть Джона Леннона потрясла Джила Вентуру и поэтому 21-й внеочередной альбом серии «Sax Club» он назвал «John Lennon’s Imagine».
Стиль исполнения Джила Вентуры иногда близок к стилю Фаусто Папетти, порой включал элементы джаза.
Поскольку Вентура вёл не очень публичный образ жизни, выступая в музыкальных клубах Милана, сведения об этапах его биографии немногочисленны. В период 2010—2016 годов он появлялся на телешоу «Fiesta latina», открыл страницу на «Facebook», выступал в музыкальных клубах Милана. Выпустил несколько видеоклипов, а также участвовал в записях клипов дочери Кристины Кики Олмари.

## Избранная дискография
- 1972 «Sax Club Number 1»
- 1972 «Sax Club Number 2»
- 1973 «Sax Club Number 3»
- 1973 «Sax Club Number 4»
- 1974 «Sax Club Number 5 — Filmusic»
- 1974 «Sax Club Number 6 — Romantic»
- 1974 «Sax Club Number 7»
- 1974 «Sax Club Number 8 — Latin»
- 1975 «Disco Hit Saxophon»
- 1975 «Sax Club Number 9»
- 1975 «Sax Club Number 10»
- 1975 «Sax Club Number 11 Rockin'»
- 1975 «Sax Club Number 12»
- 1976 «Sax Club Number 13»
- 1976 «Disco Hit Saxophon Vol. II»
- 1977 «Sax Club Number 14 — Romantic»
- 1977 «Sax Club Number 15»
- 1977 «Sax Club Number 16»
- 1977 «Disco Sax»
- 1978 «Sax Club Number 17»
- 1978 «Sax Club Number 18»
- 1980 «Sax Club Number 19»
- 1980 «Sax Club Number 20»
- 1981 «John Lennon’s Imagine — Sax Club Number 21»
- 1982 «San Remo 1982 / Sax Club N.22»
- 1983 «Gil Ventura Plays America Latina»
- 1986 «Naganabenè»
- 1988 «Italian Classics: Gil Ventura Collection, Vol. 1»
- 1988 «Italian Classics: Gil Ventura Collection, Vol. 2»
- 1992 «Gold Collection»
- 1996 «Fiesta Grande»
- 1997 «Sax & Ciak»
- 1997 «Summer Sax»
- 1997 «Summer Sax 2»
- 1997 «Summer Sax 3»
- 1997 «Summer Sax 4»
- 1998 «Dancing Collection»
- 1998 «Golden Sax for Lovers played by maestro Gil Ventura» (2 CD)
- 1998 «The Magic Sax Of Gil Ventura»
- 2001 «Romantic Sax»
- 2003 «Je t’Aime… Moi Non Plus»
- 2004 «Made In Italy»
- 2005 «The Best Of Gil Ventura»
- 2009 «Golden Sax»
- 2010 «At Charly Max»
- 2011 «Sax For Lovers»
- 2012 «Bachata Sax»
- 2013 «Romantic Sax»